# Beba Rocha
Genoveva Soledad Rocha Pantoja, también conocida como Beba Rocha  (4 de febrero de  1951 † 19 de noviembre de 2011, La Paz), fue una cantante boliviana que formó parte del grupo musical como vocalista de la orquesta Swingbaly desde la década de los años 70. Considerada como la mejor voz tropical de Bolivia.

## Carrera
Beba Rocha inició su carrera musical dentro del ámbito folklórico junto a su hermana Gloria Rocha, formando el trío de "Las Hermanas Rocha". El cual se caracterizó por sus prestigiosas y armoniosas voces. 
En la década de 1970, Beba Rocha fue una de las invitadas para integrar parte de la orquesta Swingbaly. Es ahí donde surgió la primera pionera de la música tropical en Bolivia. Entre los éxitos más reconocidos se encuentran canciones como ser "Volveré", "La pollera colorada", "El año viejo", "Remolinos", "Tabaco y Ron" entre otros. 
Años más tarde, la cantante también lanzó varios discos como solista en diferentes estilos musicales. 
Su música llegó a escenarios internacionales, como los Estados Unidos, España, donde realizó una gira de conciertos como solista y logró conquistar a públicos importantes.

## Vida personal
Beba tiene tres hijos, el menor de ellos reside en Bolivia y siguió los pasos de su madre en la música.

## Su muerte
Falleció el 19 de noviembre a los 60 años de edad, tras una dura batalla contra el cáncer de páncreas durante 6 meses. El Concejo Municipal de La Paz, le rindió un homenaje con un minuto de silencio.